# Ладутько, Иван Иванович
Иван Иванович Ладутько (1916—2011) — полковник Рабоче-крестьянской Красной Армии, участник Великой Отечественной войны, Герой Советского Союза (1945).

## Биография
Иван Ладутько родился 28 октября 1916 года в деревне Старый Пруд (ныне — Червенский район Минской области Белоруссии). После окончания семи классов школы и курсов учителей находился на хозяйственной работе. В августе 1936 года Ладутько был призван на службу в Рабоче-крестьянскую Красную Армию. В 1938 году он окончил Киевское пехотное училище, в 1941 году — Невинномысскую военную авиационную школу лётчиков. С октября 1942 года — на фронтах Великой Отечественной войны, добровольно вызвался воевать в пехоте. В боях был ранен и дважды контужен.
К январю 1945 года гвардии майор Иван Ладутько командовал батальоном 221-го гвардейского стрелкового полка 77-й гвардейской стрелковой дивизии 69-й армии 1-го Белорусского фронта. Отличился во время освобождения Польши. 14 января 1945 года Ладутько во главе двух рот прорвал немецкую оборону в районе Пулавского плацдарма и принял активное участие в освобождении города Зволень. 30 января 1945 года батальон Ладутько первым в дивизии вышел к Государственной границе Польши и Германии, а в ночь с 8 на 9 февраля переправился через Одер, после чего пять суток удерживал позиции, отразив девять немецких контратак.
Указом Президиума Верховного Совета СССР от 27 февраля 1945 года за «мужество и героизм, проявленные в боях» гвардии майор Иван Ладутько был удостоен высокого звания Героя Советского Союза с вручением ордена Ленина и медали «Золотая Звезда» за номером 5223.
После окончания войны Ладутько продолжил службу в Советской Армии. В 1951 году он окончил Военную академию имени Фрунзе, в 1958 году — Высшие академические курсы при Военной академии Генерального штаба. В феврале 1972 года в звании полковника Ладутько был уволен в запас. Проживал сначала в Калуге, затем в Анапе. Скончался 8 января 2011 года, похоронен на Новом кладбище Анапы.
Был также награждён тремя орденами Красного Знамени, орденами Александра Невского, Отечественной войны 1-й и 2-й степеней, тремя орденами Красной Звезды, рядом медалей.
Избирался депутатом Верховного Совета СССР 2-го созыва.